# Catatumbói villámlás

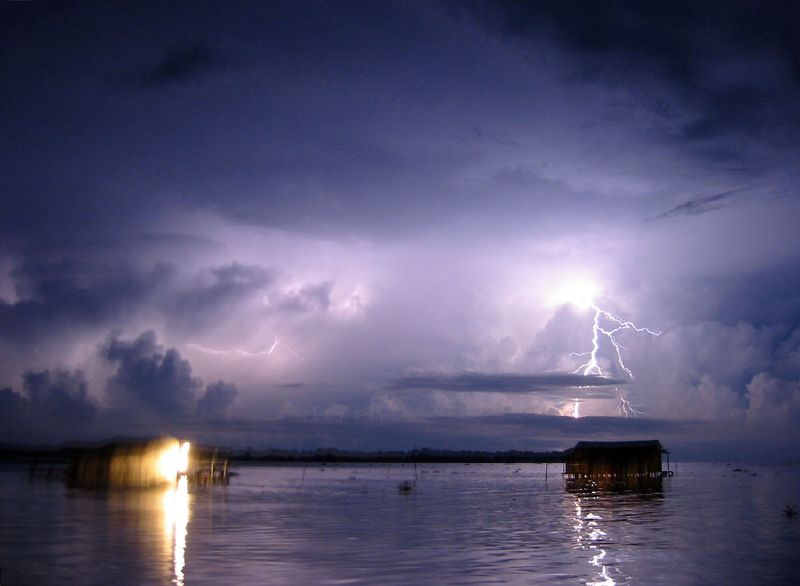
A catatumbói villámlás

A catatumbói villámlás (spanyolul: Relámpago del Catatumbo) egy légköri jelenség a Catatumbo folyó torkolatánál, Venezuelában. Ezen a helyen villámlik egy évben a legtöbbször a Földön: évente kb. 1,2 millió villámlást regisztrálnak, ez átlagosan 28 villámlást jelent percenként. A szinte mindennapos, hosszú ideig tartó villámlást tartják a földi ózontermelés egyik fő forrásának. Azt nem tudni, hogy ez milyen mértékben járul hozzá a Földet védő ózonréteghez. 
Eredete a több mint 5 km magasságban elhelyezkedő viharfelhők. Egy évben 140-160 napon jön létre, amikor akár 10 órán keresztül is tart a villámlás, ami óránként átlagosan 280-szor következik be. Ez nagyjából a Maracaibo-tó fölött és környékén történik.
A jelenség több száz év óta ismert. 2010 januárjától áprilisig hirtelen abbamaradt, feltehetően a helyi aszály következtében.

## Helyszíne és kialakulásának mechanizmusa

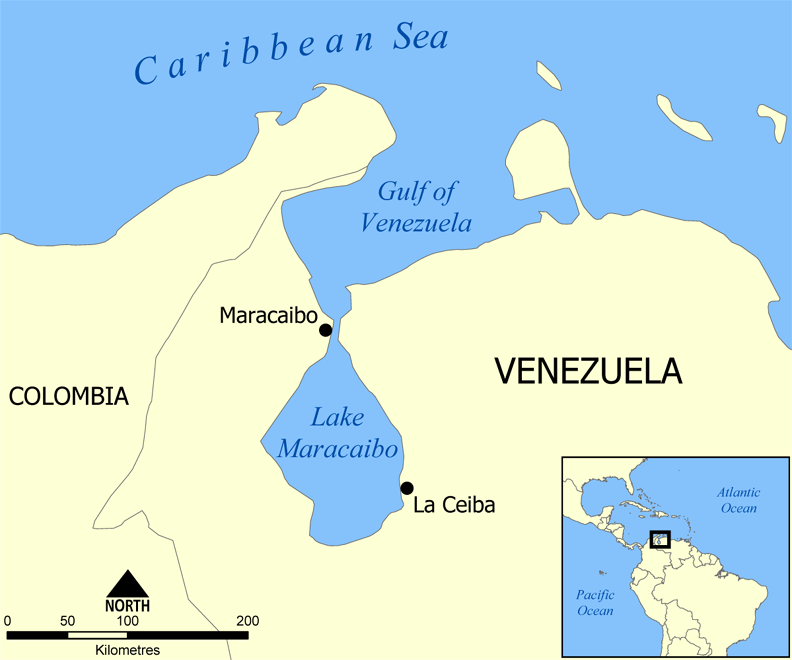
A catatumbói villámlás a Maracaibo-tó körül

A catatumbói villámlás körülbelül ezek között a koordináták között történik:  é. sz. 8° 30′, ny. h. 71° 00′8.500000°N 71.000000°W és é. sz. 9° 45′, ny. h. 73° 00′9.750000°N 73.000000°W. A vihar kiváltó oka valószínűleg a Maracaibo-tavon átfújó szél és a mocsaras terület fölötti levegő keveredése. A légtömegek itt találkoznak az Andok és a Kordillerák hegyvidékéről lezúduló hideg levegővel (Perijá hegység, 3750 m). Ezek három oldalról zárják közre a síkságot. Az összegyűlt hőmennyiség és nedvesség elektromos töltést hoz létre, ami a hegygerinceknél destabilizálódik és gyakorlatilag folyamatos elektromos kisülést hoz létre. A villámlás főként a felhők között, illetve felhőkön belül jön létre. A villámlás általában napnyugta után egy órával vagy később kezdődik. 

## Történelmi vonatkozások
Első írásos említése Lope de Vega által történt 1597-ben, a La Dragontea című epikus költeményében. Ebben többek között leírta az angol támadó, Sir Francis Drake vereségét, mivel a villámlások felfedték hajói pozícióját. Ugyanez megtörtént  1823. július 24-én, amikor a venezuelai függetlenségi háború alatt a spanyol hajók megpróbálták megtámadni Simón Bolívar hajóhadát.
Alexander von Humboldt „foszforeszkáló csillogáshoz” hasonlította az elektromos kisüléseket.
A jelenség annyira ismert volt a hajósok körében, hogy navigálásra is használták, tréfásan úgy nevezték, hogy „maracaibói világítótorony”, mivel messziről és szinte folyamatosan látható volt a tengerről.

## Külső hivatkozások
- Storm Chaser George Kourounis Investigates the Catatumbo Lightning Phenomenon
- An Everlasting Lightning Storm, article at Slate.com
- WWLLN World Wide Lightning Location Network
- Reuters: The 'Catatumbo Lightning': Venezuela's eternal storm Archiválva 2015. szeptember 20-i dátummal a Wayback Machine-ben

Koordináták: é. sz. 9° 20′ 39″, ny. h. 71° 42′ 38″9.344167°N 71.710556°W